# Cratere Whitaker
Whitaker è un cratere lunare di 20 km situato nella parte sud-orientale della faccia visibile della Luna.
Il cratere è dedicato all’astronomo britannico Ewen A. Whitaker.